# Santa Lucía (kanton)
Santa Lucía – kanton w prowincji Guayas, w Ekwadorze. Stolicą kantonu jest Santa Lucía.